# Schwenker

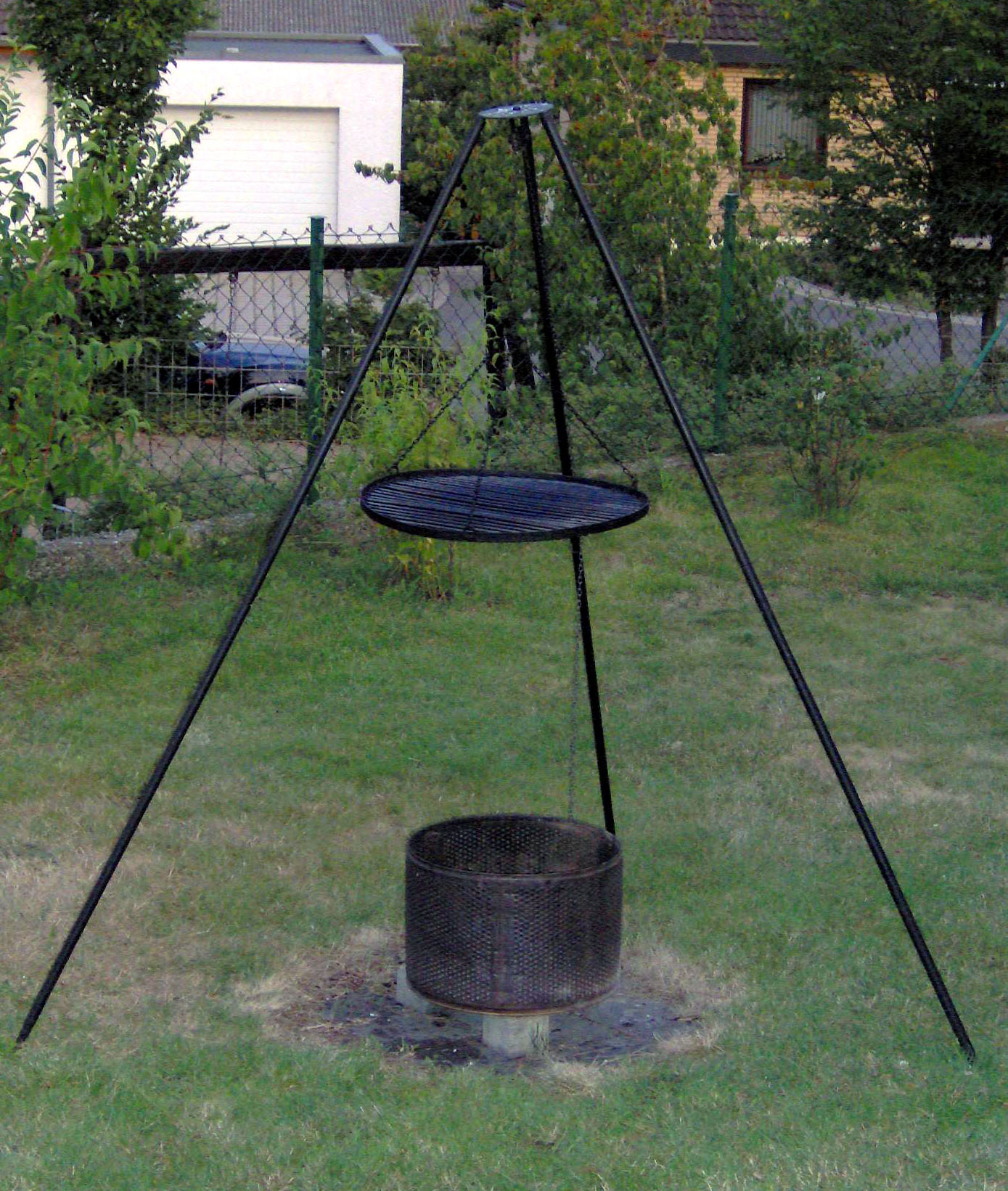
Un schwenker (2).

Schwenker es un término local del estado alemán de Sarre que se usa de tres formas diferentes, todas ellas relativas a la misma carne a la parrilla:
1. Schwenker o schwenkbraten es un filete marinado de cuello de cerdo originario de Sarre (donde se conoce como schwenksteak) que se asa en una parrilla especial del mismo nombre (véase a continuación). Suele usarse una marinada de hierbas verdes o pimentón al elaborarlo. Tradicionalmente se hace de cerdo, pero también se han hecho populares variantes de pavo. El schwenkbraten tiene el tamaño aproximado de una mano, y de 1 a 3 cm de grosor.
2. Schwenker es una parrilla en la que suele asarse el filete del mismo nombre. Consiste en un cacharro donde hacer fuego (o una simple fogata) y una parrilla colgada de un trípode sobre éste, o con menor frecuencia de una estructura parecida a una horca. Los schwenkers se improvisan a veces con los materiales que se tengan a mano, pero lo habitual es comprarlos en supermercados o tiendas de bricolaje.
3. Schwenker es también la persona que maneja la parrilla anterior, también llamado menos frecuentemente schwenkermeister.

El asado se hace sobre un fuego abierto de madera de haya. A veces se emplea carbón, pero se prefiere la madera de haya al considerarse mejor el aroma que proporciona su humo. Nunca se usa fuego de gas (salvo en bares).
Aparte de los filetes, también pueden asarse en esta parrilla salchichas (bratwurste alemanas y merguezes francesas), diversas verduras (como pimientos), brötchen (panecillos alemanes), baguetes con mantequilla de ajo, patatas y queso feta (estos tres últimos protegidos con papel de aluminio).
Los schwenkers se acompañan con diversas ensaladas (normalmente de pasta, patata o verde) y baguetes u otro tipo de pan.
El proceso de asar los schwenker se conoce como schwenken, término que describe no solo la preparación de la carne en sí sino también el acto social que rodea toda la parrillada.